# 片岡信和
片岡 信和（かたおか しんわ、1985年〈昭和60年〉7月30日 - ）は、日本の俳優、気象予報士。所属事務所はMYS。中央大学総合政策学部卒業。

## 略歴
- 大学3年時の2006年にオーディション情報誌を見て自ら前述所属事務所に応募し、芸能界入り。
- 2007年、テレビ東京『BOYSエステ』でテレビドラマ初出演。
- 2008年、スーパー戦隊シリーズ『炎神戦隊ゴーオンジャー』に香坂連/ゴーオンブルー役でレギュラー出演。
- 2015年7月30日、30歳になるのを記念して自身で作詞作曲を手掛けたミニアルバム「birth」でCDデビュー[2]。
- 2019年3月8日、Twitterで「第51回気象予報士試験」に合格したと発表[3]。2020年3月30日から『羽鳥慎一モーニングショー』（テレビ朝日系）でお天気キャスターを務めている。[4]
- 2022年11月22日、Twitterで宅地建物取引士試験に合格したことを発表[5]。
- 2024年10月6日、『有働タイムズ』（テレビ朝日系）で、天気キャスター担当となった[6]。

## 人物
- 趣味はピアノ、写真、読書、ダーツ[1]。特技は野球[1]。
- 子供のころに好きだったスーパー戦隊は1995年の『超力戦隊オーレンジャー』および1996年の『激走戦隊カーレンジャー』[7]。

## 出演

### テレビドラマ
- BOYSエステ 第1話 - 第3話、第7話 - 最終話（2007年7月14日 - 28日、8月25日 - 9月29日、テレビ東京）
- 炎神戦隊ゴーオンジャー（2008年2月17日 - 2009年2月8日、テレビ朝日） - 香坂連 / ゴーオンブルー 役
- 女帝 薫子（2010年4月25日 - 6月13日、テレビ朝日） - 吉川稔 役
- ナサケの女〜国税局査察官〜 第1話（2010年10月21日、テレビ朝日） - アキラ 役
- 告発〜国選弁護人 第3話 - 最終話（2011年1月27日 - 3月3日、テレビ朝日） - バーテンダー 役
- 世にも奇妙な物語 21世紀 21年目の特別編「ドッキリチューブ」（2011年5月14日、フジテレビ） - 田丸義男 役
- シマシマ 第5話（2011年5月21日、TBS） - 高橋 役
- 新・あなたの知らない世界「髪」（2011年8月26日、日本テレビ） - マサト 役
- 戦国★男士（2011年10月1日 - 2012年3月24日、テレビ神奈川 他） - 大内定綱 役
- ドラマスペシャル「刑事魂」（2012年3月31日、テレビ朝日） - 久米政典 役
- 京都地検の女シリーズ（テレビ朝日） - 平林雅彦 役
  - 京都地検の女 第8シリーズ（2012年7月5日 - 9月6日）
  - 京都地検の女 第9シリーズ（2013年7月18日 - 9月5日）
- 名古屋行き最終列車シリーズ（メ〜テレ） - 河村宗介 役
  - 名古屋行き最終列車 第1弾 1番ホーム「〜23時40分 名鉄岐阜発〜」（2012年12月18日）
  - 名古屋行き最終列車 第2弾 第1夜（2014年1月28日）
  - 名古屋行き最終列車 第3弾 第4夜（2015年2月6日）
- おトメさん（2013年1月17日 - 3月14日、テレビ朝日） - 林真彦 役
- SUMMER NUDE 第7話・第9話 - 最終話（2014年8月19日・9月2日 - 16日、フジテレビ） - 料理人 役
- 広域警察シリーズ（テレビ朝日） - 大内孝太郎 役
  - 土曜ワイド劇場 広域警察（４）（2013年10月19日、ABCテレビ）
  - 土曜ワイド劇場 広域警察（５）（2014年10月25日、ABCテレビ）
  - 土曜ワイド劇場 広域警察(6)（2015年6月27日、ABCテレビ）
  - 土曜ワイド劇場 広域警察（8）（2017年1月14日、ABCテレビ）
  - ミステリースペシャル 広域警察(9)（2017年9月21日、ABCテレビ）
  - ドラマスペシャル 広域警察(10)（2021年6月24日）[8]
- 松本清張スペシャル 時間の習俗（2014年4月10日、フジテレビ） - 梶原亮太 役
- 聖母・聖美物語 第47話 - 最終話（2014年6月4日 - 27日、東海テレビ・フジテレビ系） - 森尾峻 役
- 相棒 season13 第15話「鮎川教授最後の授業」・第16話「鮎川教授最後の授業・解決篇」（2015年2月11日・18日、テレビ朝日） - 吾妻義之 役
- 水曜ミステリー9「無敵の法律事務所　弁護の鉄人 橘明日香」（2015年6月3日、テレビ東京） - 望月優介 役
- 新・牡丹と薔薇 第7話 - 最終話（2015年12月8日 - 2016年1月29日、東海テレビ・フジテレビ系） - 瀬尾綱輝 役[9]
- 月曜ゴールデン「銭の捜査官 西カネ子」（2016年2月15日、TBS） - 大蔵圭 役
  - 月曜名作劇場「銭の捜査官 西カネ子2」（2019年2月18日）
- 人形佐七捕物帳 第四話（2016年11月15日、BSジャパン） - 貝塚喬之助 役
- 子連れ信兵衛2 第3回（2016年11月25日、NHK BSプレミアム） - 弥助 役
- 警視庁・捜査一課長 season2 第3話（2017年5月4日、テレビ朝日） - 中井太一 役
- 連続テレビ小説 ひよっこ 第32話・第39話・第40話（2017年5月9日・17日・18日、NHK） - キョウ様（海老原京介） 役
  - ひよっこ2 第3話・第4話（2019年3月27日・28日、NHK）
- 大岡越前4 第6回（2018年2月16日、NHK BSプレミアム） - 洋二郎 役
- 日曜プライム 法医学教室の事件ファイルシリーズ（テレビ朝日） - 水野 役
  - ドラマスペシャル 法医学教室の事件ファイル（2018年8月12日）
  - 法医学教室の事件ファイル スペシャル（2018年11月18日）
  - 法医学教室の事件ファイル スペシャル（2019年6月23日）
  - 法医学教室の事件ファイル47 30周年記念スペシャル（2020年5月24日）
- 月曜名作劇場 ドラマ特別企画 西村京太郎サスペンス 十津川警部シリーズ7「浜名湖殺人ルート」（2018年12月10日、TBS） - 木元秀樹 役
- ザ・ハイスクール ヒーローズ 第5話・第6話・最終話（2021年8月28日・9月4日・18日、テレビ朝日） - 金井歩 役[10]
- 刑事7人 SEASON7 最終話（2021年9月15日、テレビ朝日） - 三条学 役[11]
- ドラマスペシャル ドクターY〜外科医・加地秀樹〜（2021年10月7日、テレビ朝日） - 帝塚山翼 役[12]
- 女系家族（2021年12月4日・5日、テレビ朝日） - 金正六郎 役
- ワタシってサバサバしてるから2（2025年2月5日 - 、NHK BSプレミアム4K / 2025年5月5日 - 6月5日、NHK総合） - 神谷聡介 役[13]
- 介護スナックベルサイユ 第2話（2025年3月29日、東海テレビ・フジテレビ系） - 石津健作 役[14]

### 映画
- 受験のシンデレラ（2008年3月29日、大風、監督：和田秀樹） - 井口祐太 役
- 炎神戦隊ゴーオンジャー BUNBUN!BANBAN!劇場BANG!!（2008年8月9日、東映、監督：竹本昇） - 香坂連 / ゴーオンブルー 役
- 劇場版 炎神戦隊ゴーオンジャーVSゲキレンジャー（2009年1月24日、東映、監督：諸田敏） - 香坂連 / ゴーオンブルー 役
- 学校裏サイト（2009年7月25日、ジョリー・ロジャー / トルネード・フィルム、監督：福田陽平） - 紙屋真一郎 役
- スラッカーズ 傷だらけの友情（2009年12月5日、スタジオブルー、監督：渡邊貴文） - 二瓶茂 役
- 侍戦隊シンケンジャーVSゴーオンジャー 銀幕BANG!!（2010年1月30日、東映、監督：中澤祥次郎） - 香坂連 / ゴーオンブルー 役
- 煙をめぐる冒険（2010年8月、秋本健樹監督） - 喜安信之 役
- ハードライフ 紫の青春・恋と喧嘩と特攻服（2011年5月21日、マジカル、監督：関顕嗣） - 達也 役
- アノソラノアオ（2012年3月31日、アイエス・フィールド、監督：ナシモトタオ） - 遠野歩 役

### テレビ番組
- くりぃむしちゅーの歴史新発見 信長59通の手紙を解読せよ!（2015年2月12日、日本テレビ） - 研究員・大野聡 役（ドラマパート）
- シャキーン! ショートドラマ「かぶせてきましたね」（2018年11月26日、NHK Eテレ） - サラリーマン 役
- シャキーン! コーナー「オ・ソラ・ミヨウ」（2019年9月 - 2021年3月、NHK Eテレ） - お空みよう士
- 羽鳥慎一モーニングショー（2020年3月30日 - 、テレビ朝日） - 気象予報士[4]
- 有働Times（2024年10月6日 - 、テレビ朝日） - 気象予報士[15]

### ネット配信
- GalaじゃぽんTV（2016年12月14日、2017年1月18日 - 2018年7月21日、2019年9月20日、12月23日、Stickam JAPAN!・FRESH!） - MC
- 傷だらけのイケメン達 #33 - #36（2019年6月1日 - 22日、dTVチャンネル）

### CM
- グッドウィル 「モバイトドットコム」（2006年）
- タカラトミー 「黒ひげ危機百発」イメージキャラクター（2009年 - 2011年）[16]
- 花王 「サクセス 薬用シェービングジェル」スキンケアタイプ編（2009年9月6日 - ）
- 株式会社DMI「KOS - Kings of Sanctuary ゲームの国の本気/男たちよ 篇」（2017年8月16日 - 9月3日）

### DVD
- 炎神戦隊ゴーオンジャー BONBON!BONBON!ネットでBONG!!（2008年） - 香坂連 / ゴーオンブルー 役
- 炎神戦隊ゴーオンジャースペシャルDVD ゼミナールだよ!全員GO-ON!（2008年） - 香坂連 役
- 炎神戦隊ゴーオンジャー 10 YEARS GRANDPRIX（2018年9月26日） - 香坂連 役

### 舞台
- 夜想会4月公演「俺は、君のためにこそ死ににいく」（2009年4月28日 - 5月3日、紀伊國屋サザンシアター） - 板東勝次少尉 役
- LEMON LIVE vol.5 二劇場同時上演「BACK STAGE」（舞台バージョン / 楽屋バージョン）（2009年5月13日 - 18日、下北沢駅前劇場 / OFF･OFFシアター） - TOSHI 役
- 戦国BASARA（2009年7月3日 - 12日、シアターGロッソ） - 真田幸村 役
- ミュージカル「忍たま乱太郎」（2010年1月13日 - 24日、シアターGロッソ） - 主演 食満留三郎 役[17]
- Jnapi produce「人間風車」（2016年4月6日 - 12日、六行会ホール） - 主演 童話作家・平川 役[18]

### ラジオ
- K・WEST ENTAME GENERATION（2010年10月4日 - 2013年3月25日、bayfm） - 月曜日レギュラーDJ
- The BAY☆LINE（2021年7月6日 - 2022年3月29日、bayfm） - 火曜日レギュラーDJ

### PV
- MAY「サライの風」（2007年）
- TEE with Crystal Kay 「Answer」（2012年4月11日）

## 作品

### 出版物
- かたおか気象予報士の毎日10秒！ 楽しく「お天気ストレッチ」（2021年3月17日、幻冬舎）